# Wolfenstein 3D
Wolfenstein 3D (ofta förkortat Wolf 3D) är ett datorspel släppt 1992 av id Software och blev det stora genombrottet för förstapersonsskjutspel som genre. Spelet distribuerades av Apogee Software och programmerades av John Carmack samt John Romero. Spelet använder sig av tidig 3D-grafik.
Inspirationen till spelet kom från 1980-talsspelen Castle Wolfenstein och Beyond Castle Wolfenstein till datorn Apple II. Dessa spel tillhör dock genren sneak 'em up, medan Wolfenstein 3D är en förstapersonsskjutare.
I Wolfenstein 3D är spelaren en soldat under andra världskriget vid namn B.J. Blazkowicz, som ska fly ur en av nazisternas högborgar vid namn Wolfenstein. På de olika nivåerna finns det flera skatter man kan plocka upp och det finns även hemliga rum bakom tavlor, draperier och tegelväggar. Nivåerna består av många korridorer och rum och man måste hitta nycklar för att komma vidare genom låsta dörrar och man kan återuppta förlorad hälsa genom att äta mat man hittar. I spelets början är spelaren utrustad med en pistol, och under spelets gång hittas nya vapen. Vapnen använder man för att skjuta soldater och stridshundar innan de dödar spelaren.
Wolfenstein 3D-motorn användes senare i ett flertal andra speltitlar såsom Blake Stone: Aliens of Gold, Operation Body Count, Corridor 7 och Rise of the Triad.

## Handling
Wolfenstein 3D delas i två uppsättningar av tre episoder. De förstsläppta episoderna följer B.J. Blazkowicz flykt från slottet Wolfenstein, hans strid mot Doktor Von Schabbs mutantarmé i slottet Hollehammer, och Blazkowicz infiltrering av Hitlers bunker under Reichstag, där han slutligen besegrar en bepansrad Adolf Hitler.
Den andra trilogin kallas The Nocturnal Missions, en prolog till huvudtrilogin där Blazkowicz bekämpar Nazitysklands kemiska krigföring i vapenfabriker, slottet Erlangen och slottet Offenbach där Blazkowicz besegrar Nazistgeneralen bakom initiativet för kemisk krigföring.
En tredje episod var också tillgänglig, den här gången i fysiska affärer, kallad Spear of Destiny, där Blazkowicz försöker återta Heliga lansen efter att Nazisterna stal den från slottet i Versailles.

## Andra versioner
Flera versioner av Wolfenstein 3D släpptes för andra system, med stora och små ändringar.En Macintosh-version med uppdaterad grafik och ljud släpptes, med två extra vapen inkluderade. Spear of Destiny släpptes aldrig för Apples produkter. Versionen för Super Nintendo Entertainment System använde Mac-versionens uppdaterade grafik, men var kraftigt censurerad enligt Nintendos policy. Alla direkta referenser till Nazism och andra världskriget byttes ut mot fiktionella motparter, blodet på dödade fiender togs bort och vakthundarna byttes ut mot muterade råttor.
En modifierad version av Wolfenstein 3D på SNES släpptes på 3DO och Atari Jaguar, med våldet och nazistreferenserna inkluderade. Dessa versioner är svåra att hitta eftersom både 3DO och Jaguar misslyckades finansiellt. Sedan 2000-talet har Wolfenstein 3D i sin originala form återsläppts på Game Boy Advance, Playstation 3 och Xbox 360, varav 360-versionen är spelbar på Xbox One.

## Lag och rätt
Wolfenstein 3D är i lag förbjuden att säljas eller distribueras i Tyskland eftersom spelet innehåller skildringar av nazistsymboler och Adolf Hitler. Däremot är det lagligt att inneha spelet.

## Efterföljare
I Wolfenstein-serien ingår:
- Wolfenstein 3D
- Spear of Destiny
- Return to Castle Wolfenstein
- Enemy Territory
- Wolfenstein (2009)
- Wolfenstein: The New Order